# Когда волнуется желтеющая нива
«Когда волнуется желтеющая нива» — стихотворение Лермонтова, написанное в 1837 году во время пребывания поэта в одиночном заключении. Впервые опубликовано в сборнике «Стихотворения М. Лермонтова», вышедшем в Петербурге в октябре 1840 года. Произведение представляет собой пейзажную зарисовку и одновременно — обобщённую картину мироздания; в нём показано состояние поэта в момент слияния с природой. Стихотворение вызвало немало откликов как среди современников Лермонтова, так и среди литераторов и критиков следующих поколений. Оно оказало влияние на творчество некоторых поэтов XIX века и стало основой для нескольких романсов (в числе композиторов, переложивших произведение на музыку, — Милий Балакирев, Николай Римский-Корсаков, Цезарь Кюи и др.). Переведено на ряд европейских и восточных языков.

## История создания
Когда волнуется желтеющая нива

И свежий лес шумит при звуке ветерка,

И прячется в саду малиновая слива

Под тенью сладостной зелёного листка...
Восемнадцатого февраля 1837 года Лермонтов, откликнувшийся на гибель Пушкина стихотворением «Смерть поэта», был арестован и доставлен в одну из комнат Главного штаба. Согласно воспоминаниям троюродного брата Лермонтова — Акима Шан-Гирея, в помещение, где в течение нескольких дней находился арестант, пускали только его камердинера. Приносимые им обеды поэт попросил заворачивать в серую бумагу. На этих клочках «с помощью вина, печной сажи и спички» Лермонтов написал несколько стихотворений, в том числе «Узника», «Когда волнуется желтеющая нива» и «Молитву», начинающую словами: «Я, Матерь Божия, ныне с молитвою…» Через неделю, 25 февраля, исполняющий обязанности военного министра Александр Чернышёв сообщил шефу жандармов Александру Бенкендорфу, что корнет Лермонтов «за сочинение известных вашему сиятельству стихов» переводится в Нижегородский 17-й драгунский полк и направляется на Кавказ.
Стихотворение «Когда волнуется желтеющая нива» было впервые опубликовано в сборнике «Стихотворения М. Лермонтова», вышедшем в свет в октябре 1840 года в петербургской типографии Ильи Глазунова (тираж 1000 экземпляров). Поэт в это время служил на Кавказе. Автограф произведения хранится в Российской государственной библиотеке.

## Содержание. Структура
Стихотворение, представляющее собой размышления поэта о связи человеческих переживаний с изменчивостью природы, состоит из шестнадцати строк, которые объединены в длинное сложноподчинённое предложение. При этом каждая из четырёх строф воспринимается как отдельная зарисовка с самостоятельным мини-сюжетом. Так, в первой строфе перед читателем открывается жизнеутверждающая панорама с засеянными полями, шумящими лесами, благоухающими садами и огородами, где выделена конкретная деталь — «малиновая слива», существующая в гармонии с остальным миром. В начале стихотворения фактически запечатлено «вечное природное движение». Во второй строфе ракурс меняется, а пространство сужается — здесь объектом внимания поэта становится «обрызганный росой» серебристый ландыш. Третья строфа добавляет к пейзажу «звуковые эффекты» — появившийся в ней «студёный ключ» исполняет «таинственную сагу». Особенностью первых трёх строф является, как замечают исследователи, смешение примет разных сезонов и разного времени суток: в одном предложении сосуществуют весна, лето, осень; действие происходит одновременно «румяным вечером иль утра в час златой». Такое совмещение сезонов года и фрагментов дня связано, вероятно, с тем, что «законы вселенского бытия не подвластны времени», а деление человеческой жизни на отрезки несущественно на фоне «вечной природы».
Четвёртая строфа свидетельствует о том, что мятежному поэту созерцание природы помогает усмирить душевную тревогу и разгладить «морщины на челе». Это, однако, не избавляет лирического героя от трагического мировосприятия и осознания того, что его светлые переживания скоротечны и условны: «И счастье я могу постигнуть на земле, / И в небесах я вижу Бога».

## Особенности стихосложения
Стихотворение «Когда волнуется желтеющая нива», как и другие поэтические произведения Лермонтова 1837 года, знаменует переход к новому литературному этапу: у поэта, вступившего в пору творческой зрелости, появилась необходимость запечатлеть душевную гармонию в момент слияния с природой, которая становится для лирического героя своеобразной утешительницей. Состояние просветлённости и открытости миру длится, однако, недолго — представление о его кратковременности во многом формируется за счёт синтаксической конструкции стихотворения. Оно написано в форме периода с открывающими каждую строфу словами «когда» — «тогда» («Когда росой обрызганный душистой…», «Когда студёный ключ играет по оврагу…», «Тогда смиряется души моей тревога…») вольным ямбом с чередующимися пяти- и шестистопными строками.
Несмотря на то, что стихотворение «Когда волнуется желтеющая нива» исследователи относят к зрелому творческому периоду Лермонтова, мотивы этого произведения обнаруживаются и в юношеских дневниках поэта, и в его ранней лирике. Так, написанное в 1831 году стихотворение «К кн. Г-ой» (обращение к княгине Елизавете Павловне Горчаковой) наполнено размышлениями о «земном и идеальном устремлении человека»; композиционно — за счёт повторяющегося слова «когда» — оно близко к «…желтеющей ниве»: «Когда ты холодно внимаешь / Рассказам горести чужой…»

## Отзывы. Трактовки

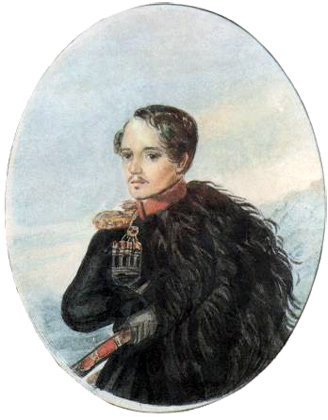
Автопортрет М. Ю. Лермонтова, 1837—1838, бумага, акварель, Литературный музей, Москва

Стихотворение «Когда волнуется желтеющая нива» вызвало немало откликов в среде критиков, литературоведов, публицистов. Одним из первых на выход в свет сборника «Стихотворения М. Лермонтова» откликнулся историк и теоретик литературы Степан Шевырёв. В рецензии, опубликованной в 1840 году, Шевырёв отметил, что 26-летний Лермонтов относится к числу «подающих надежды» поэтов, однако в его лирике прослеживается подражание Пушкину, Баратынскому, Жуковскому. При этом, по мнению Шевырёва, в ряде стихотворений, включая «Когда волнуется желтеющая нива», обнаруживается самобытный почерк Лермонтова, «особенная личность поэта». В том же году вышла статья Виссариона Белинского, в которой критик отмечал, что дума поэта излагается в стихотворении про «желтеющую ниву» «гармонически и благоуханно».
Писатель и издатель журнала «Маяк современного просвещения и образованности» Степан Бурачёк, в целом весьма строго оценивавший творчество Лермонтова, писал, что определённого «поощрения» заслуживают его «стихи с религиозными мотивами» — такие как «Молитва», «Ветка Палестины», «Когда волнуется желтеющая нива». Поэт Тарас Шевченко, находившийся во второй половине 1840-х годов в оренбургской ссылке, в письмах неоднократно обращался к знакомым с просьбой прислать ему книги Лермонтова. В дневниковых записях Шевченко стихотворение «Когда волнуется желтеющая нива» упоминается как произведение, близкое ссыльному поэту по духу.
Лев Толстой, ознакомившись с книгой А. Попова «Пособие для изучения образцов русской литературы», выделил пометками четыре стихотворения Лермонтова, в том числе «Когда волнуется желтеющая нива». Писатель Глеб Успенский при анализе стихотворения обратил внимание на хронологические нестыковки, когда в поэтическом тексте вразнобой чередуются разные времена года и моменты суток. Такой произвольный подход к «охвату времени» был связан, как считал Успенский, с антимониями в лирике Лермонтова.
Литературовед Борис Эйхенбаум в сборнике «О поэзии» (1922) назвал ряд поэтических произведений Лермонтова («Выхожу один я на дорогу», «Когда волнуется желтеющая нива», «Ветка Палестины») «ослабленными». По словам Эйхенбаума, «вместо крови в них течёт какая-то лимфатическая жидкость — и жизнь их призрачна». Отмечая симметрию и упорядоченность строф в стихотворении про «желтеющую ниву», литературовед в то же время утверждал, что оно словно бы «написано на заданную тему». Филолог-классик Михаил Гаспаров, продолжая мысль о «заданной теме», писал, что возможным источником для лермонтовского стихотворения стало произведение французского поэта Альфонса де Ламартина «Крик души», опубликованное в 1830 году в сборнике «Гармонии». В качестве доказательства Гаспаров привёл оригинальный текст Ламартина и подстрочный перевод: «Когда божественное дыхание, овевающее мир, / Касается души моей, открытой малейшему ветерку, / И мгновенно зыблет её, как влагу, / На которую лебедь опускается, кружась…»

## Влияние
Исследовали упоминают, что стихотворение Лермонтова оказало влияние на творчество некоторых представителей русской литературы XIX века. К примеру, написанное Иваном Никитиным в 1851 году поэтическое произведение «Когда закат прощальными лучами» (завершающееся строчками «И чужды мне земные впечатленья, / И так светло во глубине души: / Мне кажется, со мной в уединеньи /
Тогда весь мир беседует в тиши») настроением, структурой и ритмом близко «…желтеющей ниве». Своеобразная поэтическая перекличка на уровне мотивов обнаруживается между лермонтовским стихотворением и пейзажной зарисовкой Алексея Константиновича Толстого «Бор сосновый в стране одиноко стоит», написанной в 1843 году. Стихотворение «Когда волнуется желтеющая нива» композиционно и по мелодическому звучанию близко лирике Афанасия Фета — речь, в частности, идёт о его произведении «Когда мечтательно я предан тишине» (1847). Фет, по словам литературоведа В. И. Коровина, «завершает традиции напевного стиха, идущие от Жуковского и Лермонтова».

## В музыке и живописи

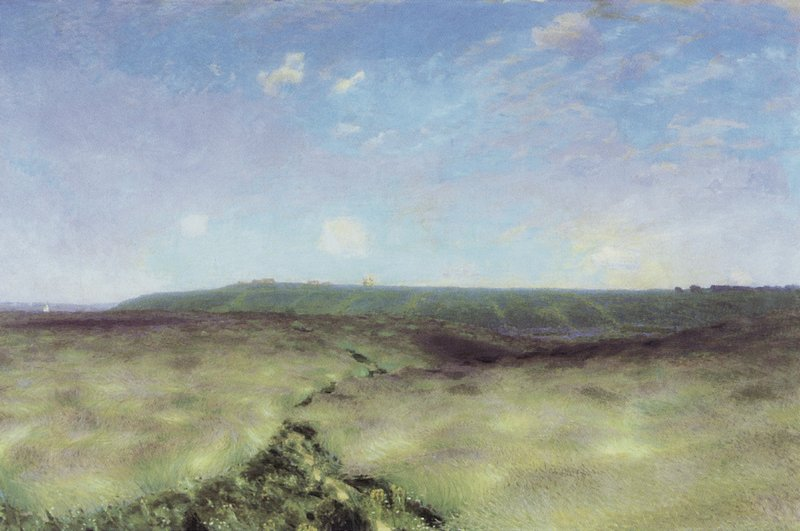
Аполлинарий Васнецов. Волнующаяся нива (1892)

Лермонтовские произведения занимали заметное место в творчестве представителей «Могучей кучки» — например, глава этого содружества Милий Балакирев называл Михаила Юрьевича любимым поэтом. Его лирика стала основой для романсов, привела к созданию фортепианной сонаты и симфонической поэмы Балакирева. В числе его сочинений — романс «Когда волнуется желтеющая нива» (1896), написанный композитором в зрелом творческом возрасте и отражающий лермонтовские «мотивы тоски и одиночества».
Элегичность и созерцательность лермонтовского стихотворения привлекла внимание и Николая Римского-Корсакова, написавшего в 1897 году романс «Когда волнуется желтеющая нива». Романсы с тем же названием были созданы композиторами Феликсом Блуменфельдом (1894), Сергеем Ляпуновым (1895), Цезарем Кюи (1911), Александром Гречаниновым.
В числе художников, обращавшихся к теме стихотворения «Когда волнуется желтеющая нива», был Аполлинарий Васнецов. Как отмечали составители Лермонтовской энциклопедии, его иллюстрация к этому произведению «сюжетно соответствует началу стихотворения и отличается большой реалистичностью».

## Переводы
Стихотворение «Когда волнуется желтеющая нива» было переведено на ряд европейских и восточных языков. Исследователям известно как минимум о пяти переводах стихотворения на французский язык. Вскоре после смерти Лермонтова, в 1842 году, выходивший в Германии (Лейпциг) журнал «Zeitung für die elegante Welt» («Газета для элегантного мира») опубликовал три произведения поэта, в том числе «Когда волнуется желтеющая нива» (перевод на немецкий — Р. Липперт).
Первая публикация стихотворения на иврите относится к 1882 году — оно под названием «Вид поля» было напечатано в вышедшем в Вильно сборнике «Шире Циййон» (перевод А. Пумпянского). Второй перевод на иврит осуществил Яков Фихман в 1900 году. Первые переводы Лермонтова на шведский язык относятся к концу XIX века, когда было опубликовано пятнадцать стихотворений поэта, включая «…желтеющую ниву». Первый перевод на молдавский язык осуществлён поэтом Алексеем Матвеевичем в 1912 году.
К 1914 году — столетию со дня рождения Лермонтова — было известно о четырёх переводах стихотворения «Когда волнуется желтеющая нива» на армянский язык. В 1932 году датский переводчик А. Стандер-Петерсен представил своё переложение нескольких произведений Лермонтова, в том числе — «Когда волнуется желтеющая нива». В 1941 году цикл лермонтовских стихотворений, в том числе «Когда волнуется желтеющая нива», был опубликован в Китае (переводчик Гэ Баоцюань). В 1948 году стихотворение перевёл на удмуртский язык писатель Михаил Петров, в 1965 году в Женеве на немецкий Э. Мюллер-Камп, а в 1978 году на хинди переложил Маданлал-Манху.